# Rengöringsmedel

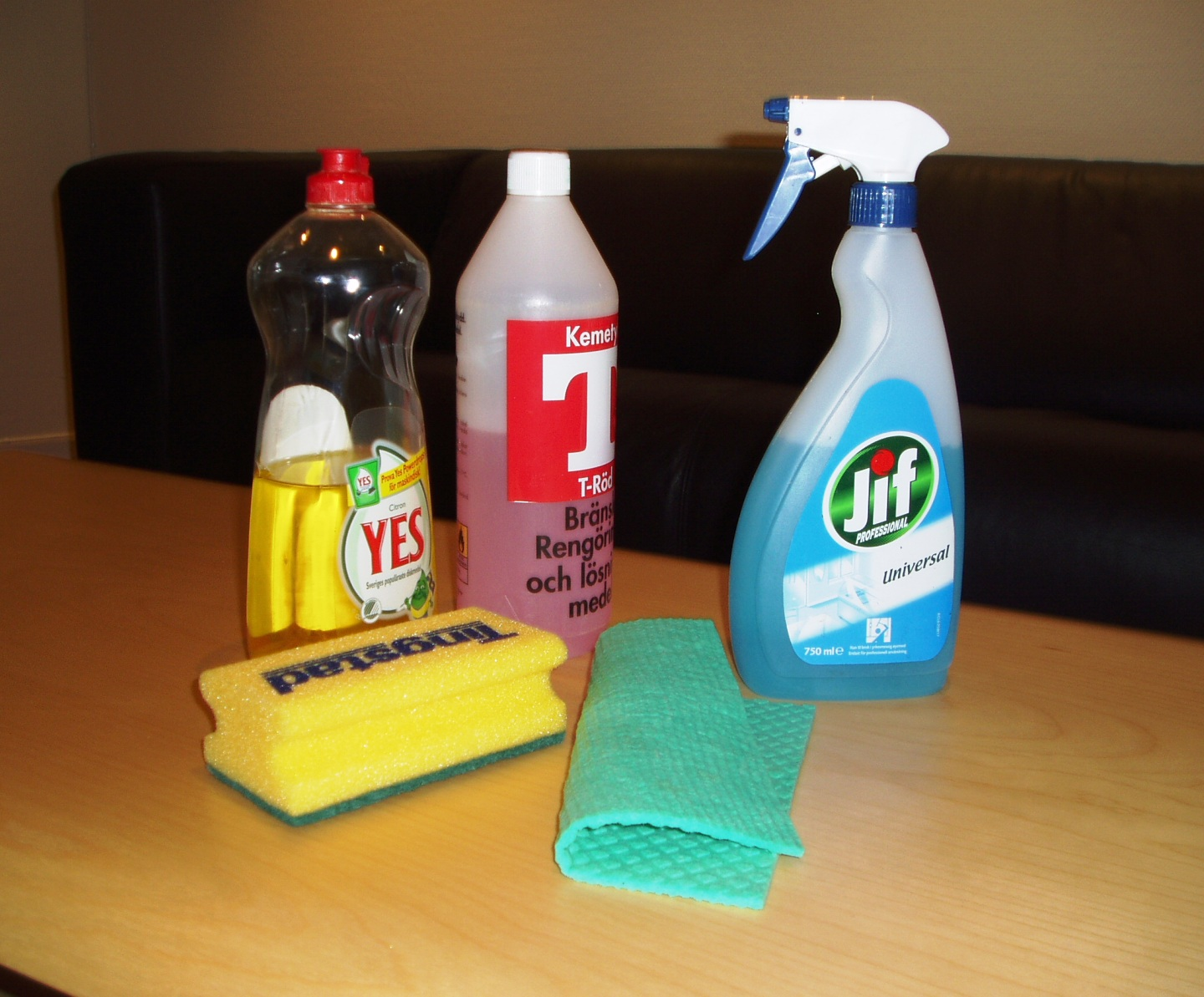
Olika rengöringsmedel

Rengöringsmedel är ett samlingsnamn på medel som används vid olika former av rengöring. Många är detergenter baserade på tensider (ytaktiva ämnen). Hushållsrengöringsmedel används till exempel tvättning, diskning eller städning. Det finns även många rengöringsmedel för specifika tillämpningar inom industrin – inte minst i kemi- och bioindustrin.

## Rengöringsmedel med olika karaktär
pH-värdet spelar en stor roll när det kommer till rengöringsmedel. Det finns pH-neutrala rengöringsmedel, såsom de flesta diskmedel. Dessa har fördelen att de är milda mot huden men har också en mindre kraftfull rengörande verkan. Majoriteten av rengöringsmedel för hushållsbruk är basiska, dvs har ett pH-värde över 7. 

### Basiska rengöringsmedel
Basiska rengöringsmedel löser upp fettbaserad smuts, och känns hala på fingrarna. De kallas ibland för avfettningsmedel. Lut är ett annat ord för vattenlösningar av basiska kemikalier. Exempel på basiska rengöringsmedel för hemanvändning är såpa, tvål, och kaustiksoda eller propplösare. Kaustiksoda har ett pH på 14, vilket är extremt basiskt och innebär att ämnet är starkt frätande, eller mer korrekt, etsande. Därför krävs korrekt skyddsutrustning vid användning av kaustiksoda.

### Sura rengöringsmedel
Det finns också sura rengöringsmedel, med ett pH under 7. Några exempel är ättika, vinäger och citronsyra. Dessa lämpar sig huvudsakligen för borttagning av kalk, rost och salt. Sura rengöringsmedel kan vara frätande och kräver korrekt skyddsutrustning. De känns ofta sträva på fingrarna.

### Övriga rengöringsmedel
Även lösningsmedel spelar en viktig roll som rengöringsmedel. Vatten, etanol och terpentin är några av de vanligaste lösningsmedlen. Principen om lika löser lika gör att även oljor kan användas för att tvätta bort oljebaserade fläckar.
Rengöringsmedel representerar huvudsakligen den kemiska komponenten i Sinnerska cirkeln.